# Maciej Ruczaj
Maciej Ruczaj (* 1983 Poznaň) je polský politolog a publicista dlouhodobě žijící v Praze, kam se přestěhoval v mládí s rodiči. V letech 2023–2024 velvyslanec Polska na Slovensku.

## Život
Ukončil politologii a mezinárodní vztahy na Fakultě sociálních věd a anglistiku na Filozofické fakultě Univerzity Karlovy. V roce 2015 získal doktorský titul za dizertační práci zabývající se irským nacionalismem. V letech 2008 až 2023 působil v Polském institutu v Praze, od roku 2016 jako jeho ředitel.
V lednu 2025 se stal vedoucím výzkumným pracovníkem Centra transatlantických vztahů (senior fellow PCTR) při CEVRO Univerzitě.
Publikoval mnoho článků, které byly věnovány především polským a českým politickým a společenským otázkám nebo historii – v minulosti spolupracoval například s Lidovými novinami, slovenským Týždnem nebo polskou revue Międzynarodowy Przegląd Polityczny. Vede blog na portálu Echo24.cz. Je editorem a spoluautorem řady publikací o polských dějinách, politickém myšlení a kultuře.

## Editor
- Ze země Pana Nikoho. Zbigniew Herbert a Jan Zahradníček: dva básníci tváři v tvář totalitě. Eds. Josef Mlejnek, Maciej Ruczaj, Praha: Dokořán 2008.
- Ryszard Legutko: Ošklivost demokracie a jiné eseje. Ed. Maciej Ruczaj, Brno: CDK 2009.
- Pravým okem. Antologie současného polského politického myšlení. Eds. Maciej Ruczaj, Maciej Szymanowski, Brno: CDK 2010.
- Návrat člověka bez vlastnosti. Krize kultury v současné polské esejistice. Ed. Maciej Ruczaj, Brno: CDK 2010.
- Andrzej Nowak: Impérium a ti druzí. Eseje z moderních dějin východní Evropy. Ed. Maciej Ruczaj, Brno: CDK 2010.
- Jagellonské dědictví. Kapitoly z dějin středo-východní Evropy. Ed. Maciej Ruczaj, Brno: CDK 2012.
- Tadeusz Gajcy: Zády opřen o věčnost. Ed. Maciej Ruczaj, Praha: MAKE detail 2014.
- Chtěli jsme být svobodní… Příběhy z Varšavského povstání 1944, Ed. Maciej Ruczaj, Ostrava: PANT 2015.